# Gamsz Árpád
Gamsz Árpád (Szeged, 1982. január 26. –) magyar énekes, gitáros, dalszerző.

## Zenei pályafutásának kezdete
Zenei tanulmányait 1993-ban kezdte meg gitáron, majd 1996-tól klasszikus gitározásba is belekezdett. Zenei karrierje mint gitáros 1998-ban kezdődött a szegedi Contact zenekar alapító tagjaként. Később a zenekar a Fade Out nevet vette fel. Az évek során 4 demó lemezt jelenítettek meg, számos itthoni klub fellépői voltak. A Fade Out zenekar mellett egy mellékprojektben is részt vett, ez volt a Majer zenekar. Itt már a gitár mellett az énekesi szerepet is próbálgatta.

## Avenford
Angliai tartózkodása során 2011-ben megalapította az Avenford nevű formációt, mely dallamos heavy metal stílusban működött. Az Avenforddal két nagylemez készült el, az első a Mortal Price címet viselte (2014-ben jelent meg), majd a második lemez 2017-ben látott napvilágot New Beginning címmel.

## Mobilmánia
2017 januárjától a Mobilmánia zenekar énekesi posztját tölti be. Részt vett az ugyanebben az évben megjelenő stúdiólemez elkészítésében, melyet Vándorvér címmel láttak el, ez volt a zenekar 4. lemeze. Következő évben egy dupla válogatáslemez elkészítése következett, mely a Landed in your hell nevet kapta. A 2018. január 6-án tartott nagyszabású Budapest Aréna koncert teljes hanganyagát rögzítették, mely dupla DVD-formátumban 2019-ben jelent meg. Szintén a Budapest Arénában 2021. december 23-án az ebben az évben elkészült Zefi/Bajnok 40 album dalai szólaltak meg.